# Jesús Madrigal Guzmán
Jesús Madrigal Guzmán fue un militar mexicano que participó en la Revolución mexicana. Nació en Sinaloa el 19 de enero de 1886. Se adhirió al constitucionalismo en 1913. El 7 de marzo de 1921 obtuvo el grado de general de brigada y el 1 de enero de 1939 el de general de división. Fue Jefe de la 4a. Comisión Inspectora del Ejército; Inspector de Policía en Puebla y Jefe de las Zonas militares de San Luis Potosí, Aguascalientes y Jalisco. 
También fue consejero de la Secretaría de la Defensa Nacional. Durante su trayectoria, además de su labor como militar, ocupó varios puestos dentro del Ejército, siempre marcando limpieza, disciplina y un inalterable amor por la patria.
El general Jesús Madrigal Guzmán falleció el 19 de marzo de 1966 en la ciudad de Guadalajara a consecuencia de una embolia.